# 黃公質
黃公質（越南语：／；1706年1月31日—1769年3月21日），又作黃文質、黃公舒，是越南後黎朝末期北河農民起義的首領之一。
黃公質是南定舒池人。1739年，黃公質與阮選、阮蘧一起舉兵於山南，反抗鄭主的統治。他以扶黎滅鄭為號召，得到眾多貧民的響應。1745年，黃公質擒殺山南鎮守黃公琦，聲勢浩大。他與阮有求結為同盟，攻打神溪與清關縣之地。鄭楹派范廷重、黃五福前去討伐，黃公質戰敗，逃入清化，隨後又到興化境內。
1761年，政府军击败黄公之，迫使他逃往兴化以北的孟田洞。他以此为基地，攻占了附近的几个郡县，并多次进攻兴化和清化。1769年，鄭森派山西統領段阮俶前去征討。官軍未至，黃公質病死，其子黃公纘嗣位。
黃公纘為官軍所敗，率一百餘人逃入清朝雲南省境內，得到清廷的庇護。但黃公纘的部將與當地土司發生衝突，因而在1771年，乾隆帝將黃公纘及其部份部眾安插於新疆迪化，另一部份安置於黑龍江。今日新疆烏魯木齊市仍有黃公質的後裔。

## 相關人物
- 阮有求
- 阮名芳
- 黎維